# Лепик, Калью
Калью Лепик (7 октября 1920, Коэру — 30 мая 1999, Таллин) — эстонский поэт в изгнании.

## Биография

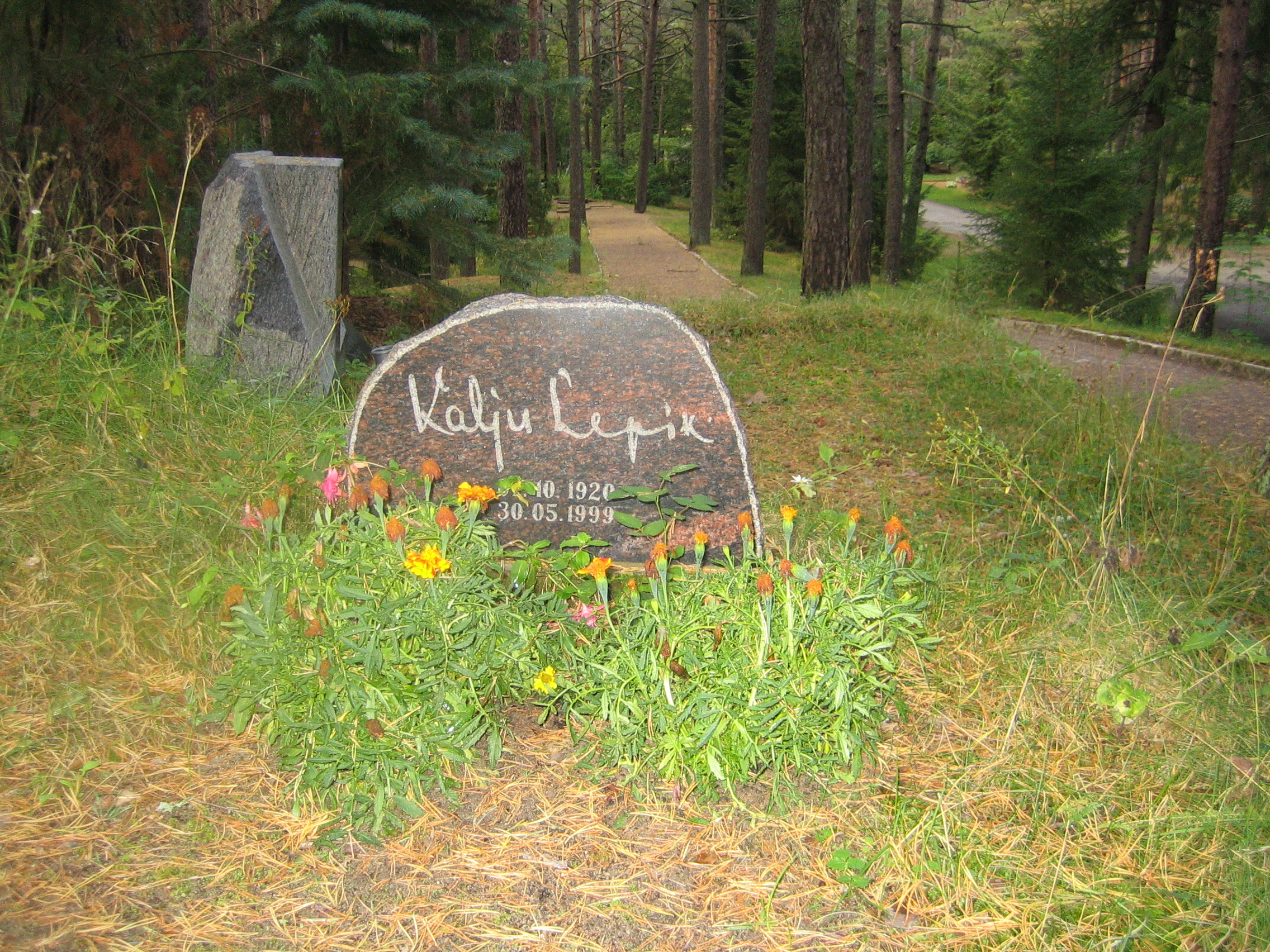
Могила на Таллиннском лесном кладбище

Родился 7 октября 1920 года в посёлке Коэру. С 1928 по 1934 года посещал начальную школу в Коэру, с 1935 по 1939 год учился в Тартуском коммерческом училище, а с 1939 по 1941 год — в Тартуской коммерческой гимназии. В 1942—1943 учился на философском факультете Тартуского университета, изучал историю и археологию Северных стран. С 1943 года служил в Эстонском легионе Ваффен-СС.
В 1944 году перед приходом советских войск бежал с острова Хийумаа в Швецию. Некоторое время учился археологии и этнографии в Стокгольмском университете.

## Творчество
Калью Лепик опубликовал свои первые стихи в 1939 году в Тартуских студенческих журналах «Iloli» и «Tuleviku Rajad». В 1940 году он основал молодёжное литературное объединение «Туулисуи» («Слово на ветру»), с 1945 года в шведском изгнании продолжил свою деятельность в этой организации.
Занимался общественной деятельностью в среде эстонских беженцев в Швеции. В 1946 году он основал в Стокгольме эстонское издательство «Eesti Raamat». В 1966 году он стал главой Балтийского архива в Швеции. С 1982 года он был председателем Зарубежного союза писателей Эстонии («Välismaine Eesti Kirjanike Liit»). В 1990 и в 1998 году он стал лауреатом поэтической премии имени Юхана Лийва, а в 1998 году стал обладателем ежегодной премии в области Эстонской литературы.
Ранние стихи Калью Лепика пронизаны патриотизмом. Кроме того, в них много сатиры и юмора. В более поздних произведениях преобладают пессимистические элементы. В последние годы жизни Калью Лепик всё больше дистанцировался от политики и национального пафоса.

## Произведения
- «Nägu koduaknas» (Стокгольм, 1946)
- «Mängumees» (Стокгольм, 1948)
- «Kerjused treppidel» (Вадстена, 1949)
- «Merepõhi» (Стокгольм, 1951)
- «Muinasjutt Tiigrimaast» (Лунд, 1955)
- «Kivimurd» (Лунд, 1958)
- «Kollased nõmmed» (Лунд, 1965)
- «Marmorpagulane» (Лунд, 1968)
- «Verepõld» (Лунд, 1973)
- «Klaasist mehed» (Лунд, 1978)
- «Kadunud külad» (Лунд, 1985)
- «Öötüdruk» (Таллин, 1992)
- «Pihlakamarja rist» (Тарту, 1997)

## Личная жизнь
Калью Лепик был женат на Асте Лепик. Он является отцом эстонского политика и дипломата Айно Лепик фон Вирен (род. 1961).